# Adam Jezierski
Adam Józef Jezierski (ur. 5 lutego 1948 w Kaliszu) – polski chemik specjalizujący się w fizykochemii nieorganicznej i spektroskopii molekularnej, profesor nauk chemicznych, specjalista z zakresu wolnych rodników; nauczyciel akademicki związany z Uniwersytetem Wrocławskim i jego rektor w latach 2016–2020.

## Życiorys
Urodził się 5 lutego 1948 r. w Kaliszu, gdzie spędził dzieciństwo oraz wczesną młodość. Ukończył tam kolejno szkołę podstawową oraz I Liceum Ogólnokształcące im. Adama Asnyka. Tam też w 1965 r. zdał egzamin dojrzałości i bezpośrednio potem podjął studia chemiczne na Uniwersytecie Wrocławskim, które ukończył w 1970 r. zdobyciem tytułu zawodowego magistra.
Niedługo potem podjął pracę na stanowisku asystenta na macierzystej uczelni. W 1978 r. uzyskał tam stopień naukowy doktora nauk chemicznych na podstawie pracy pt. „Badanie struktury nitrozylowych kompleksów metali z ligandami organicznymi – zastosowanie elektronowego rezonansu paramagnetycznego”, której promotorem była prof. Bogusława Jeżowska-Trzebiatowska. Wraz z nowym tytułem otrzymał awans na stanowisko adiunkta w Instytucie Chemii Uniwersytetu Wrocławskiego. W 1986 r. Rada Wydziału Matematyki, Fizyki i Chemii Uniwersytetu Wrocławskiego nadała mu stopień naukowy doktora habilitowanego nauk chemicznych na podstawie dorobku naukowego oraz rozprawy nt. „Struktura nadsubtelna widm elektronowego rezonansu paramagnetycznego kompleksów 51V, 53Cr, 55Mn, 57Fe jako kryterium ich struktury elektronowej i molekularnej”.
Na Uniwersytecie Wrocławskim przebył wszystkie etapy kariery, którą zwieńczył tytułem profesora nauk chemicznych, nadanym mu w 1995 r. przez prezydenta Polski Lecha Wałęsę.
Poza działalności naukowo-dydaktyczną pełnił na Uniwersytecie Wrocławskim szereg funkcji organizacyjnych. W latach 1990–1996 pełnił funkcję prodziekana Wydziału Matematyki, Fizyki i Chemii (od jego w 1995 r. reorganizacji – Wydziału Chemii). Stanowisko to ponownie zajmował od 1999 do 2005 roku. Przez dwie kadencje, w latach 2008–2016, piastował urząd prorektora ds. badań naukowych i współpracy z zagranicą. 23 marca 2016 r. wybrany na rektora Uniwersytetu Wrocławskiego, wygrywając w drugiej turze z prof. Elżbietą Kościk. Urząd ten sprawował do 2020 roku.

## Dorobek naukowy
Specjalizuje się w fizykochemii nieorganicznej, spektroskopii molekularnej. Zajmuje się m.in. problemami ochrony gleby, utylizacji odpadów, zastosowaniem nowoczesnych metod fizykochemicznych do badania środowiska. Współpracuje z wieloma ośrodkami zagranicznymi i uczestniczy w dużych międzynarodowych programach badawczych. Jego zainteresowania badawcze dotyczą chemicznych przemian materii organicznej w środowisku przyrodniczym ze szczególnym uwzględnieniem chemii wolnych rodników; utylizacji odpadów; roli metali ciężkich oraz innych ksenobiotyków w środowisku przyrodniczym; zastosowania metod rezonansów magnetycznych w badaniach środowiska przyrodniczego; zastosowania spektroskopii elektronowego rezonansu paramagnetycznego (EPR) w badaniach wpływu czynników chemicznych i biologicznych na błony komórkowe oraz zastosowania nowoczesnych biodegradowalnych środków powierzchniowo czynnych (surfaktantów). Opracowane przez niego i stosowane metody pozwalają na szybki i efektywny monitoring jakości oraz przemian materiału organicznego w przyrodzie oraz ocenę stanu środowiska przyrodniczego i organizmów żywych w oparciu o reakcje wolnorodnikowe. Jest autorem ponad 130 publikacji w czasopismach międzynarodowych i książkach.
Aktywnie uczestniczył w 140 konferencjach międzynarodowych, współpracuje z wieloma zagranicznymi ośrodkami zajmującymi się problemami m.in. ochrony gleb, utylizacji odpadów i reakcji wolnorodnikowych w środowisku przyrodniczym. Wykładał na uczelniach w Wielkiej Brytanii, Niemczech, Włoszech, Rosji oraz Chinach, zapraszany jest ponadto do licznych ośrodków zagranicznych z referatami. Jest członkiem gremiów naukowych międzynarodowych konferencji, recenzentem czasopism naukowych i uczestnikiem międzynarodowych programów badawczych dotyczących ekologii. Liczba cytowań publikacji (bez autocytowań) sięga 900. Jest członkiem Komisji Przyrodniczo-Medyczna z siedzibą we Wrocławiu, działającej w ramach Międzywydziałowych Komisji Interdyscyplinarnych Polskiej Akademii Umiejętności. Jak dotychczas wypromował czterech doktorów i kilkudziesięciu magistrów chemii.
Wraz z prof. Ewą Dobierzewską-Mozrzymas kieruje pracami interdyscyplinarnego seminarium „Studium Generale” działającego na Uniwersytecie Wrocławskim. Jego liczne inicjatywy organizacyjne, wydawnicze i kulturalne przyczyniają się do znacznego ożywienia wymiany doświadczeń między różnymi środowiskami akademickimi Wrocławia. Jest również popularyzatorem nauki, często wygłaszającym publiczne wykłady i odczyty m.in. podczas Dolnośląskiego Festiwalu Nauki i społecznego „Uniwersytetu w Bielicach”.

## Odznaczenia
W 2003 roku został odznaczony Krzyżem Kawalerskim Orderu Odrodzenia Polski „za wybitne zasługi w pracy naukowej, dydaktycznej i organizacyjnej”.
21 lipca 2020 Prof. Adam Jezierski został odznaczony przez Prezydenta Niemiec Krzyżem Zasługi na Wstędze Orderu Zasługi Republiki Federalnej Niemiec, w uznaniu jego niestrudzonego zaangażowania na rzecz polsko-niemieckiego porozumienia, polsko-niemieckich kontaktów międzyuczelnianych i badawczych, wspierania Centrum Studiów Niemieckich i Europejskich im. W. Brandta oraz Niemiecko-Polskiego Towarzystwa Uniwersytetu Wrocławskiego, a także ogromnego zaangażowania na rzecz zachowania niemieckiego dziedzictwa kulturowego we Wrocławiu.